# Alim Qurbanov
Alim Qurbanov (Baku, 5 dicembre 1977) è un ex calciatore azero, di ruolo centrocampista.

## Carriera

### Club
Ha sempre giocato nella massima serie del campionato azero con varie squadre.

### Nazionale
Debutta nel 1998 con la Nazionale azera, giocando 10 partite fino al 2007.